# Camille Mandrillon
Paul Camille Albert Mandrillon (ur. 6 września 1891 w Les Rousses, zm. 22 marca 1969 w La Tronche) – francuski biathlonista, który rywalizował w latach 20 XX w. Wspólnie z kolegami z drużyny wywalczył brązowy medal w zawodach patrolu wojskowego na I Zimowych Igrzyskach Olimpijskich w Chamonix.
Wystąpił w tej konkurencji również na igrzyskach olimpijskich w 1928 w Sankt Moritz, zajmując 9. miejsce (była to wówczas konkurencja pokazowa).
Ponadto Mandrillon składał ślubowanie olimpijskie podczas igrzysk w Chamonix.
Jego brat Maurice Mandrillon także był narciarzem, który wraz z nim wystąpił w zawodach patrolu wojskowego na igrzyskach w 1924 i w biegu narciarskim na igrzyskach w 1928.